# Scrobipalpa amseli
Scrobipalpa amseli is een vlinder uit de familie tastermotten (Gelechiidae). De wetenschappelijke naam is voor het eerst geldig gepubliceerd in 1966 door Povolny.
De soort komt voor in Europa.